# Franck Louis Schoell
Franck Louis Schoell (ur. 19 sierpnia 1889 w Amiens, zm. 23 stycznia 1982 w Boinvilliers) – francuski językoznawca.

## Życiorys
Syn Théodore'a. Ukończył studia w paryskiej Sorbonie. Od 1912 profesor języka i literatury francuskiej w Chicago. W czasie I wojny światowej walczył pod Verdun. 15 stycznia 1915 został ciężko ranny (stracił wzrok w jednym oku i słuch w jednym uchu, miał też poważną ranę w nodze) i znalazł się w niewoli niemieckiej. Po wojnie powrócił do pracy naukowej na uniwersytecie w Chicago, następnie był profesorem uniwersytetu w Nowym Orleanie (1923) i Uniwersytetu Kalifornijskiego w Berkeley (1924–1926). Był autorem prac z zakresu historii literatury angielskiej i amerykańskiej. Od 1921 utrzymywał kontakty z Polską. W 1925 przetłumaczył na język francuski ppwieść Chłopi Władysława Reymonta. Autor studium m.in. o Długoszu i Modrzewskim. W latach 1927–1940 był szefem Sekcji Dokumentacyjnej w Sekretariacie Ligi Narodów w Genewie.
Otrzymał tytuł doktora honoris causa Uniwersytetu Łódzkiego.
Jego żoną była Olga Gulkowska z Krakowa.

## Ordery i odznaczenia
- Order Odrodzenia Polski[2]
- Złoty Wawrzyn Akademicki (4 listopada 1937)[3]
- Kawaler Legii Honorowej